# Dueñas (Philippinen)
Dueñas ist eine philippinische Stadtgemeinde in der Provinz Iloilo. Auf dem Gebiet der Gemeinde mündet der Fluss Lamunan in den Jalaur, der seine Fließrichtung von Ost auf Süd ändert.

## Baranggays
Dueñas ist politisch in 47 Baranggays unterteilt.
| - Agutayan - Angare - Anjawan - Baac - Bagongbong - Balangigan - Balingasag - Banugan - Batuan - Bita - Buenavista - Bugtongan - Cabudian - Calaca-an - Calang - Calawinan | - Capaycapay - Capuling - Catig - Dila-an - Fundacion - Inadlawan - Jagdong - Jaguimit - Lacadon - Luag - Malusgod - Maribuyong - Minanga - Monpon - Navalas - Pader | - Pandan - Ponong Grande - Ponong Pequeño - Purog - Romblon - San Isidro - Santo Niño - Sawe - Taminla - Tinocuan - Tipolo - Poblacion A - Poblacion B - Poblacion C - Poblacion D |

## Söhne und Töchter der Gemeinde
- Haydée Coloso (1937–2021), Schwimmerin